# Interlands Grieks voetbalelftal 1940-1949
Deze pagina toont een chronologisch en gedetailleerd overzicht van de interlands die het Grieks voetbalelftal heeft gespeeld in de periode 1940 – 1949.

## Interlands

### 1940
Geen interlands gespeeld

### 1941
Geen interlands gespeeld

### 1942
Geen interlands gespeeld

### 1943
Geen interlands gespeeld

### 1944
Geen interlands gespeeld

### 1945
Geen interlands gespeeld

### 1946
Geen interlands gespeeld

### 1947
Geen interlands gespeeld

### 1948
|                                                                      |                         |       |                                                               |                                                                                                |
| 23 april Vriendschappelijk № 32 «onderlinge duels» 16:30 uur (UTC+2) | Griekenland             | 1 – 3 | Turkije                                                       | Leoforos Alexandrasstadion, Athene Toeschouwers: 15.000 Scheidsrechter: Generoso Dattilo (ITA) |
| 23 april Vriendschappelijk № 32 «onderlinge duels» 16:30 uur (UTC+2) | Kleanthis Vikelidis 70' |       | 9' Fikret Kırcan 30' Lefter Küçükandonyadis 74' Şükrü Gülesin | Leoforos Alexandrasstadion, Athene Toeschouwers: 15.000 Scheidsrechter: Generoso Dattilo (ITA) |

|                                                                         |                   |       |                    |                                                                                        |
| 28 november Vriendschappelijk № 33 «onderlinge duels» 16:45 uur (UTC+2) | Turkije           | 2 – 1 | Griekenland        | Dolmabahçestadion, Istanbul Toeschouwers: 9.000 Scheidsrechter: Generoso Dattilo (ITA) |
| 28 november Vriendschappelijk № 33 «onderlinge duels» 16:45 uur (UTC+2) | Reha Eken 3', 19' |       | 44' Babis Fylaktos | Dolmabahçestadion, Istanbul Toeschouwers: 9.000 Scheidsrechter: Generoso Dattilo (ITA) |

### 1949
|                                                                                       |                       |       |                                       |                                                                                                 |
| 15 mei Eastern Mediterranean Friendship Cup № 34 «onderlinge duels» 16:45 uur (UTC+2) | Griekenland           | 1 – 2 | Turkije                               | Leoforos Alexandrasstadion, Athene Toeschouwers: 15.000 Scheidsrechter: Mohammed Al Sayed (EGY) |
| 15 mei Eastern Mediterranean Friendship Cup № 34 «onderlinge duels» 16:45 uur (UTC+2) | Xenos Markopoulos 49' |       | 33' Gündüz Kılıç 44' Bülent Aziz Esel | Leoforos Alexandrasstadion, Athene Toeschouwers: 15.000 Scheidsrechter: Mohammed Al Sayed (EGY) |

|                                                                                       |                          |       |                                                     |                                                                                              |
| 18 mei Eastern Mediterranean Friendship Cup № 35 «onderlinge duels» 16:45 uur (UTC+2) | Griekenland              | 1 – 3 | Egypte                                              | Leoforos Alexandrasstadion, Athene Toeschouwers: 15.000 Scheidsrechter: Agostino Gamba (ITA) |
| 18 mei Eastern Mediterranean Friendship Cup № 35 «onderlinge duels» 16:45 uur (UTC+2) | Alekos Hatzistavridis 4' |       | 3' Kamal El-Sabbagh 5' Hamdain 85' Kamal El-Sabbagh | Leoforos Alexandrasstadion, Athene Toeschouwers: 15.000 Scheidsrechter: Agostino Gamba (ITA) |

|                                                                                       |                                            |       |                                  |                                                                                                 |
| 25 mei Eastern Mediterranean Friendship Cup № 36 «onderlinge duels» 16:45 uur (UTC+2) | Griekenland                                | 2 – 3 | Italië                           | Leoforos Alexandrasstadion, Athene Toeschouwers: 15.000 Scheidsrechter: Mohammed Al Sayed (EGY) |
| 25 mei Eastern Mediterranean Friendship Cup № 36 «onderlinge duels» 16:45 uur (UTC+2) | Elias Stafylidis 54' Xenos Markopoulos 76' |       | Giuseppe Baldini Alberto Galassi | Leoforos Alexandrasstadion, Athene Toeschouwers: 15.000 Scheidsrechter: Mohammed Al Sayed (EGY) |

|                                                                         | |       |       |                                                                                               |
| 25 november Vriendschappelijk № 37 «onderlinge duels» 15:15 uur (UTC+2) | Griekenland | 8 – 0 | Syrië | Leoforos Alexandrasstadion, Athene Toeschouwers: 15.000 Scheidsrechter: Yiannis Tsitsis (GRE) |
| 25 november Vriendschappelijk № 37 «onderlinge duels» 15:15 uur (UTC+2) | Antonis Papantoniou 15', 17', 60' Angelos Vasileiadis 25', 73' Kleanthis Maropoulos 27' Giannis Nembidis 79', 89' |       |       | Leoforos Alexandrasstadion, Athene Toeschouwers: 15.000 Scheidsrechter: Yiannis Tsitsis (GRE) |

EPO · A-internationals · Bondscoaches · Selecties · Grieks vrouwenelftal · Olympisch elftal · Griekenland U21 · Griekenland U20 · Griekenland U19 · Griekenland U18 · Griekenland U17 · Griekenland U16
1920 – 1929 ·
1930 – 1939 ·
1940 – 1949 ·
1950 – 1959 ·
1960 – 1969 ·
1970 – 1979 ·
1980 – 1989 ·
1990 – 1999 ·
2000 – 2009 ·
2010 – 2019 ·
2020 − 2029
EK 1980 · 
EK 2004 · 
EK 2008 · 
EK 2012
WK 1994 · 
WK 2010 · 
WK 2014
OS 1920 · 
OS 1952 · 
OS 2004
1920 · 
1921–1928 · 
1929 · 
1930 · 
1931 · 
1932 · 
1933 · 
1934 · 
1935 · 
1936 · 
1937 · 
1938 · 
1939–1947 · 
1948 · 
1949 · 
1950 · 
1952 · 
1952 · 
1953 · 
1954 · 
1955 · 
1956 · 
1957 · 
1958 · 
1959 · 
1960 · 
1961 · 
1962 · 
1963 · 
1964 · 
1965 · 
1966 · 
1967 · 
1968 · 
1969 · 
1970 · 
1971 · 
1972 · 
1973 · 
1974 · 
1975 · 
1976 · 
1977 · 
1978 · 
1979 · 
1980 · 
1981 · 
1982 · 
1983 · 
1984 · 
1985 · 
1986 · 
1987 · 
1988 · 
1989 · 
1990 · 
1991 ·
1992 · 
1993 · 
1994 · 
1995 · 
1996 · 
1997 · 
1998 · 
1999 · 
2000 · 
2001 · 
2002 · 
2003 · 
2004 · 
2005 · 
2006 · 
2007 · 
2008 · 
2009 · 
2010 · 
2011 · 
2012 · 
2013 · 
2014 · 
2015 · 
2016 · 
2017 · 
2018 ·
2019 ·
2020 ·
2021 ·
2022 ·
2023
Albanië ·
Argentinië ·
Armenië ·
Australië ·
België ·
Bolivia ·
Bosnië en Herzegovina ·
Brazilië ·
Bulgarije ·
Canada ·
Chili ·
Colombia ·
Costa Rica ·
Cyprus ·
Denemarken ·
DDR · 
Duitsland ·
Ecuador · 
Egypte ·
El Salvador ·
Engeland ·
Estland ·
Ethiopië ·
Faeröer ·
Finland ·
Frankrijk ·
Georgië ·
Ghana ·
Gibraltar ·
Honduras ·
Hongarije ·
Ierland ·
IJsland ·
Israël ·
Italië ·
Ivoorkust ·
Japan ·
Joegoslavië ·
Kameroen ·
Kazachstan ·
Kosovo ·
Kroatië ·
Letland ·
Libië ·
Liechtenstein ·
Litouwen ·
Luxemburg ·
Malta ·
Marokko ·
Mexico ·
Moldavië ·
Montenegro ·
Nederland ·
Nieuw-Zeeland ·
Nigeria ·
Noord-Ierland ·
Noord-Korea · 
Noorwegen ·
Oekraïne ·
Oostenrijk ·
Palestina ·
Paraguay · 
Polen ·
Portugal ·
Qatar ·
Roemenië ·
Rusland ·
San Marino ·
Saoedi-Arabië · 
Schotland ·
Senegal · 
Servië · 
Slovenië ·
Slowakije ·
Sovjet-Unie ·
Spanje ·
Syrië ·
Tsjechië ·
Tsjecho-Slowakije ·
Turkije ·
Verenigde Staten ·
Wales ·
Wit-Rusland · 
Zuid-Korea ·
Zweden ·
Zwitserland
Colombia (2014) · 
Costa Rica (2014) · 
Duitsland (2012) · 
Ivoorkust (2014) · 
Japan (2014) ·
Polen (2012) ·
Portugal (2004, 2) · 
Rusland (2008) ·
Rusland (2012) ·
Spanje (2008) ·
Tsjechië (2012) ·
Zuid-Korea (2010) ·
Zweden (2008)
Albanië · België · Bulgarije · Denemarken · Duitsland · Engeland · Estland · Finland · Frankrijk · Griekenland · Hongarije · Ierland · IJsland · Israël · Italië · Joegoslavië · Kroatië · Letland · Litouwen · Luxemburg · Nederland · Noord-Ierland · Noorwegen · Oostenrijk · Polen · Portugal · Roemenië · Schotland · Slowakije · Spanje · Tsjecho-Slowakije · Turkije · Wales · Zweden · Zwitserland